# Novohuivînske
Novohuivînske (în ucraineană Новогуйвинське) este o așezare de tip urban din raionul Jîtomîr, regiunea Jîtomîr, Ucraina. În afara localității principale, nu cuprinde și alte sate.

## Demografie
Componența lingvistică a așezării de tip urban Novohuivînske
     Ucraineană (87,03%)
     Rusă (12,66%)
     Alte limbi (0,19%)
Conform recensământului din 2001, majoritatea populației așezării de tip urban Novohuivînske era vorbitoare de ucraineană (87,03%), existând în minoritate și vorbitori de rusă (12,66%).